# 暮しの手帖
『暮しの手帖』（くらしのてちょう）は、日本の家庭向け総合生活雑誌。隔月刊。発行は東京都千代田区内神田にある暮しの手帖社。2020年1月発売の『暮しの手帖』第5世紀4号より編集長は北川史織。

## 概要
1946年（昭和21年）、花森安治と大橋鎭子が「衣装研究所」を銀座8丁目のビルの一室で設立。ここより刊行された『スタイルブック』が前身。1948年（昭和23年）9月に季刊『美しい暮しの手帖』として（第1世紀）第1号が創刊される。1953年（昭和28年）12月の第22号から雑誌名を現在の『暮しの手帖』に変更。
1956年（昭和31年）に「婦人家庭雑誌に新しき形式を生み出した努力」について第4回菊池寛賞を受賞。創刊以来、季刊（年4回発行）であったが、1968年（昭和43年）2月の第93号からは隔月刊（年6回発行）に変更されて2019年現在に至っている。発行号数は100号ごとに「第n世紀」と区分されているが、これは初代編集長・花森の「100号ごとに初心に立ち返る」という意味合いが込められている。2019年（令和元年）7月発売号からは第5世紀に突入した。
主な内容は家庭婦人を対象としたファッションや飲食物／料理、各種商品テスト（2007年第4世紀26号限りで中止）、医療／健康関連の記事や、様々な連載記事（大橋のエッセイ「すてきなあなたに」など）や読者投稿欄（「すばらしき日曜日」、「家庭学校」）等がある。また、「雑誌の全ての部分を自分達の目の届く所に置いておきたい」という理念から、広告は外部からのものは一切受けず（唯一の例外として、通巻3号の初刷のみに、資生堂の化粧品の広告が裏表紙に掲載された）、自社書籍についてのみを扱う。
先述の通り「雑誌の全ての部分」を堅持するため、花森亡き後もレイアウトや印刷手法にいたるまで雑誌そのもののスタイルを守ってきたが、2007年（平成19年）2月1日発売、第4世紀26号・通巻376号より、文筆家・書籍商として知られる松浦弥太郎を編集長に迎え、現代的なスタイルを取り入れはじめた。
2015年8月20日付の80号（2−3月号）から、松浦弥太郎の後任として澤田康彦が編集長に就任。松浦編集長時代にはなかった政治的な記事が増えた。
かつては東京の六本木に、暮しの手帖・別館というショールーム的な施設を保有、公開していたが、現在は閉館している。
2016年度（平成28年度）前期放送のNHK連続テレビ小説『とと姉ちゃん』は、本誌の創業の軌跡をモデルとしたフィクション作品として制作された。この年、6-7月号では前身の『スタイルブック創刊号 1946夏』復刻版が、8-9月号では『美しい暮しの手帖』創刊号のよりぬき復刻版が、続けて特別付録となった。

## 商品テスト
暮しの手帖の目玉企画になっていたのが生活用品を実際に使用して性能をテストする商品テストだった。これは1954年（昭和29年）の第26号から始まったもので、第1号では靴下を取り上げている。
テストの対象となったのは生活必需品で、商品テストそのものを雑誌の商品にしないという方針が立てられた。花森はアメリカの雑誌『コンシューマー・レポート』を念頭に、テスト結果そのものを売りにすると安い生活必需品ではなくカラーテレビや自家用車のような高価なレジャー用品が主体になると案じ、単なるバイヤーズガイドではなく料理や随筆、赤ちゃんや建築など生活そのものについて考える雑誌作りを行った。
テストの方法は商品が実際に使われる状態の再現を重視し、たとえばコンセントのプラグであれば10人が500回ずつ抜き差しし、ミシンなら人力で１万メートルを縫うような方法が取られた。その結果、製造メーカーや日本産業規格が機械で連続稼働させて簡易的に評価した試験成績とは逆の結果が出るようなことがしばしば起きている。
この商品テストは、高度成長期の日本の工業製品の品質改善のきっかけともなった。石油ストーブから出火させたテストの際、初期消火はバケツ1杯の水で可能と主張し、“毛布をかぶせよ”と指導する東京消防庁と対立。消防庁消防研究所（当時。現・消防研究センター）での実験の結果、『暮しの手帖』の主張が正しかったことが証明された。
2007年（平成19年）の編集長交代と同時に、本誌の名物であった商品テストの記事を人手とコストが掛かるなどを理由に、同号を最後にして中止した。

## 連載
- 細谷亮太「いつもいいことさがし」
- 佐藤雅彦 「考えの整とん」
- 荻上チキ、ヨシタケシンスケ「みらいめがね」
- 武田砂鉄「今日拾った言葉たち」

ほか